# Exton and Horn
Exton and Horn är en civil parish i Rutland i England. Den har 603 invånare (2001).
Den består av den större byn Exton och den lilla byn Horn, som tidigare var självständiga civil parishes, men som slogs samman 2016. 